# HŽRK Ljubuški
HŽRK Ljubuški je ženski rukometni klub iz Ljubuškog. Jedan je od najuspješnijih hrvatskih klubova iz BiH.

## Uspjesi
Osvojio je Kup BiH 2003., 2005. i 2006. godine. Član Rukometnog saveza Herceg-Bosne.